# حشمت‌الله شاهدی
حشمت الله شاهدی (متولد ۴ نوامبر ۱۹۹۴) یک کریکت باز افغان و کاپیتان فعلی تیم ملی کریکت افغانستان در مسابقات جهانی یک روزه (ODI) و تست کریکت است. او اولین بازی ODI خود را برای افغانستان در برابر کنیا در اکتبر ۲۰۱۳ انجام داد. شاهدی یکی از یازده بازیکن کریکت بود که در اولین مسابقه تست کریکت افغانستان، مقابل هند، در ژوئن ۲۰۱۸ بازی کرد. او اولین بازیکن افغانی بود که در ۱۱ مارس ۲۰۲۱، در مقابل زیمبابوه ۲۰۰ امتیاز کسب کرد.

## حرفه
وی در فینال مسابقات ۴ روزه احمدشاه ابدالی ۲۰۱۷–۲۰۱۸، در قالب تیم منطقه بند امیر در مقابل منطقه سپین غار، ۱۶۳ دوش را در اولین اینینگ به ثمر رساند. او نخست شش بین‌المللی خود را در سری ODI در برابر ایرلند و در خاک ایرلند در می ۲۰۱۹ کسب کرد، که قبلاً ۸۶۵ ران بدون زدن شش در ODI به ثمر رسانده بود.
در ماه می ۲۰۱۸، او در تیم افغانستان در اولین بازی تست کریکت این کشور در برابر هند بازی کرد. شاهدی اولین بازی تست کریکت خود را در ۱۴ ژوئن ۲۰۱۸ در برابر هند انجام داد. او در اینینگ دوم مسابقه با ۳۶ امتیاز درخشید، البته تیم بازی را نهایتاً باخت. افغانستان ظرف دو روز در تست کریکت شکست خورد. در فوریه ۲۰۱۹، او در تیم تست افغانستان برای بازی یک‌روزه برابر ایرلند در هند بود.
در ۱۱ مارس ۲۰۲۱، او اولین بازیکن افغانی شد که در تست دو صد امتیازی را به ثمر رساند که در مجموع ۵۴۵ امتیاز در اولین اینینگ افغانستان که در مجموع ۵۴۵ برای ۴ در تست مقابل زیمبابوه بود، ۲۰۰ گل زد.
در آوریل ۲۰۱۹، او در تیم افغانستان برای جام جهانی کریکت ۲۰۱۹ جای داشت. در ۱۸ ژوئن ۲۰۱۹، حشمت الله در بازی مقابل انگلیس، هزارمین دور خود را در ODI به ثمر رساند.
در سپتامبر ۲۰۲۱، او در تیم افغانستان برای جام جهانی T20 مردان ICC 2021 شرکت کرد.
در اکتبر ۲۰۲۳، او به عنوان کاپیتان افغانستان برای جام جهانی کریکت ODI انتخاب شد. او در اولین بازی این مسابقات مقابل بنگلادش موفق شد تنها ۱۸ ران به ثمر برساند. او بازی درخشانی در مقابل هند انجام داد و ۸۰ ران از ۸۸ توپ به ثمر رساند. شاهدی یک نتیجه عالی دیگر مقابل پاکستان داشت و تیم او ۴۸ نات اؤت آف از ۴۵ توپ کسب کرد. بهترین بازی وی مقابل سریلانکا بود که به پیروزی انجامید. او زمانی که افغانستان ۷۳ بر ۲ بود، به بازی رفت و در کنار عظمت الله تا پایان مسابقه بازی را ادامه دادند.